# James Husband
James Husband (Leeds, 3 gennaio 1994) è un calciatore inglese, difensore del Blackpool.

## Carriera
Tra il 2010 ed il 2012 ha militato nella seconda serie inglese con i Doncaster Rovers, giocando in totale 3 partite in questa categoria e retrocedendo in League One al termine della stagione 2011-2012; nella stagione 2012-2013 ha segnato 3 reti in 33 presenze in League One con il Doncaster, ottenendo dopo un anno di permanenza in terza serie una promozione in Championship, categoria nella quale ha disputato ulteriori 28 partite (con un gol segnato, il suo primo in carriera nel secondo livello del calcio inglese) nel corso della stagione 2013-2014; nella stagione 2014-2015 ha giocato prima 3 partite con il Middlsebrough e successivamente altre 5 partite con il Fulham, club al quale era stato ceduto in prestito per sei mesi (da gennaio a giugno del 2015); nella stagione 2015-2016 dopo essere stato in rosa senza mai scendere in campo al Middlesbrough (che a fine anno ha ottenuto la promozione in Premier League) è passato in prestito all'Huddersfield Town, con cui ha disputato 11 partite in seconda serie. A fine stagione torna per fine prestito al Middlesbrough.